# Ориндж (округ, Флорида)
О́риндж (англ. Orange county) — округ штата Флорида Соединённых Штатов Америки. На 2000 год в нём проживало 896 344 человек. По оценке бюро переписи населения США в 2008 году население округа составляло 1 072 801 человек. Окружным центром является город Орландо.
В Плимуте, расположена штаб-квартира железной дороги Florida Central Railroad.

## История
В 1821 году Флорида состояла из двух округов: Эскамбия на западе и Сент-Джонс на востоке. В 1824 году южные области округа Сэнт-Джонс были выделены в округ Москито, который занимал обширные территории в центральной части Флориды. В 1845 году, когда Флорида стала штатом, округ был переименован в Ориндж. Позже из его состава выделились округа Оцеола, Семинол и Волуси.
Название округа было выбрано по названию главного производимого в округе продукта — апельсина (англ. orange — апельсин). В период наибольшего расцвета в начале 1970-х годов около 320 км² плантаций округа были засажены цитрусовыми.